# Tavilã
Tavilã (Tawilan) é um local localizado ao norte de Petra, nas colinas do sul da Jordânia. O antigo local, cujo nome é desconhecido, cobre um terraço com vista para a aldeia de Elji, uma área intensamente cultivada perto de Aim Muça, uma fonte perene.

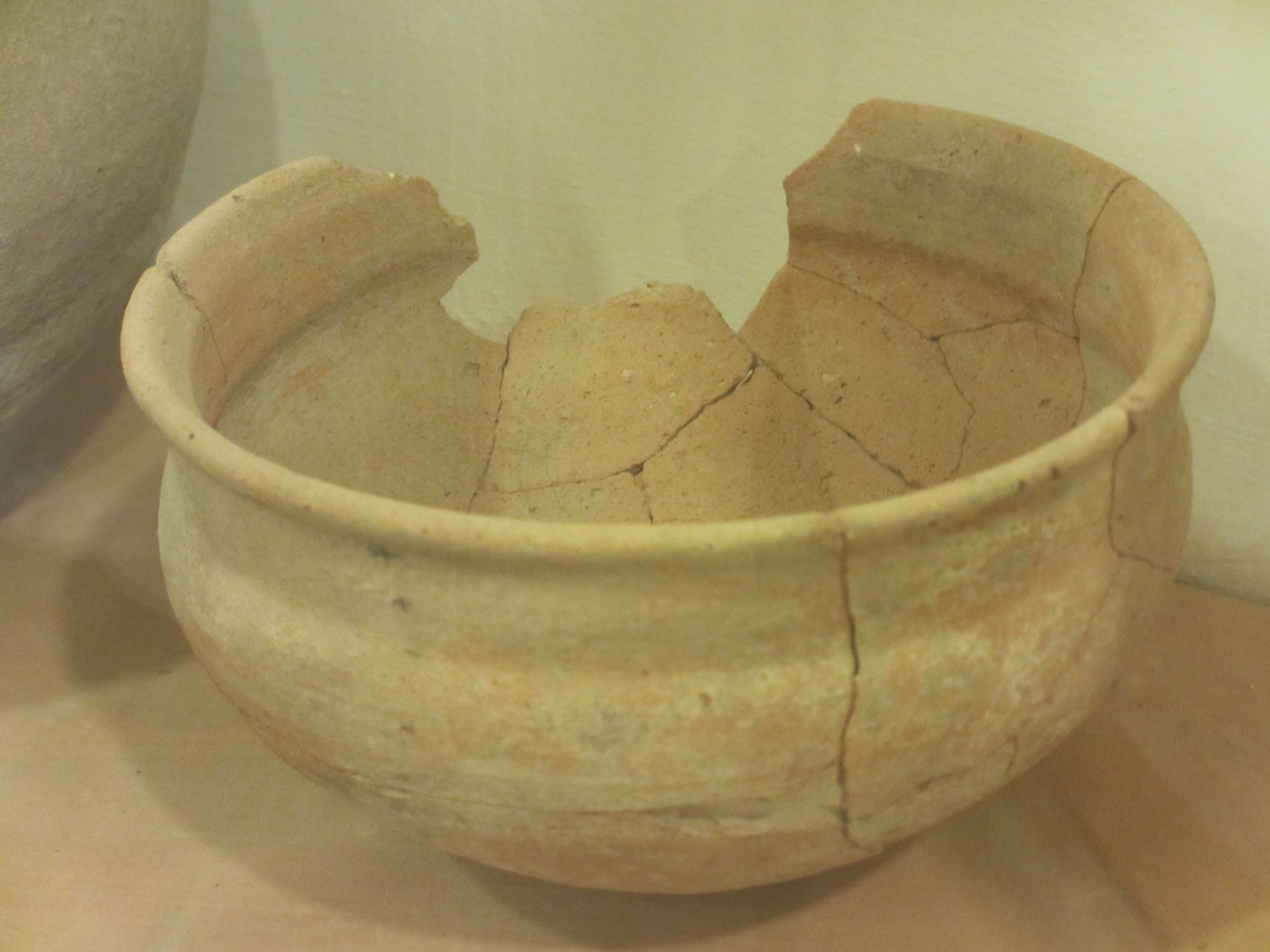
Tigela de cerâmica. Tavilã. Museu Arqueológico de Petra

Em 1933, Tavilã foi pesquisada por Nelson Glueck, que concluiu que entre os séculos XIII e VI a.C. ela havia sido uma importante cidade edomita. Glueck primeiro identificou o local com a cidade bíblica de Bozra, a provável capital de Edom. Ele subsequentemente concordou em identificar Bozra com a moderna Buseira, alternativamente, propôs a identificação de Tavilã com a cidade bíblica de Temã. Trinta anos depois, Roland de Vaux mostrou que o termo Temã não se refere a uma cidade, mas deve ser equiparado a Edom ou a uma parte de Edom. Escavações em Tavilã indicam uma grande fortificação edomita. A abundância de cerâmica datada entre 1200 e 600 a.C. sugere que o local era bastante importante, possivelmente a maior cidade na área central de Edom. A área ao redor de Tavilã é bem irrigada, fértil e serviu como ponto de encontro de importantes rotas comerciais nos tempos antigos e modernos.
As escavações de Crystal Bennett revelaram uma cidade edomita essencialmente agrícola, cuja ocupação pode ser dividida em oito estágios. Os primeiros cinco estágios, baseados em sua cerâmica, datam de Ferro II, provavelmente dos séculos sétimo ao sexto a.C. No primeiro estágio de assentamento, Bennett descobriu vários fossos escavados na argila natural que não estavam relacionados a superfícies ou estruturas. No segundo estágio, as paredes de fundação foram construídas sobre um enchimento de pedra e argila usado para nivelar o solo. As áreas II e III revelaram estruturas bem construídas com paredes sólidas, pavimentação de pedra e pilares. No terceiro estágio seguiram-se grandes adições arquitetônicas. No quinto estágio, todas as três áreas principais foram destruídas, algumas por incêndio, seguido por uma ocupação limitada na área III. As outras áreas foram destruídas e abandonadas. No sexto estágio (primeiro ou segundo século d.C), a área II tornou-se um cemitério e as áreas I e III foram abandonadas. No sétimo estágio (período mameluco),  foi construída na área II uma parede para marcar um limite de campo ou uma parede de terraço. No estágio final de ocupação do local (período mameluco ou posterior), foi construída uma estrutura quadrada na área II.

## Cultura material
Em 1982, Crystal Bennett recuperou a primeira tabuinha cuneiforme já encontrada na Jordânia, um documento legal de Harã, na Síria. Na tabuinha, o testemunho é dado a respeito da venda de dois carneiros. O nome e o patronímico do homem responsável pelo testemunho são edomitas - eles são combinados com o nome do deus edomita Cos. A tabuinha foi datada no ano de ascensão de um dos reis aquemênidas chamado Dario: Dario I (521 a.C.), Dario II (423 a.C.) ou Dario III (335 a.C.), embora certa atribuição seja impossível para um texto isolado. A tabuinha cuneiforme de Tavilã, embora não de um nível de ocupação, indica alguma atividade ali durante o período persa. Em 1982, Bennett também recuperou o primeiro grande tesouro de joias de ouro na Jordânia, dezoito anéis e brincos de ouro. As peças foram descobertas dentro de uma tigela de bronze mal incrustada presa a um fragmento de cerâmica grossa. A tigela havia sido colocada no barro esterilizado perto de uma cova funerária, mas não foi possível provar conclusivamente qualquer associação entre o tesouro e o sepultamento. Foi originalmente sugerido que as joias eram de várias datas entre os séculos IX e V a.C. No entanto, estudos mais recentes indicam que todas as joias datam dos séculos IX a VIII a.C.